# Cantha
Cantha là một chi bướm ngày thuộc họ Bướm nâu.